# Aminocarb
Aminocarb is de triviale naam voor 4-dimethylamino-m-tolyl-N-methylcarbamaat, een organische verbinding met als brutoformule C11H16N2O2. De stof bestaat uit toxische en ontvlambare witte kristallen.
De stof ontleedt bij verhitting met vorming van giftige en irriterende dampen, waaronder stikstofoxiden.
Aminocarb vindt toepassing als insecticide.